# Islamische Weltliga
Die Islamische Weltliga (arabisch رابطة العالم الإسلامي, DMG Rābiṭat al-ʿālam al-islāmī; englisch Muslim World League (MWL)) ist eine 1962 gegründete internationale islamische Government-operated non-governmental organization (GONGO), die vom Königreich Saudi-Arabien finanziert wird.  Sie sieht sich als kulturelle und religiöse Vertretung der islamischen Völker.
Zur Islamischen Weltliga gehören die International Islamic Relief Organization, der „Islamische Rechtsrat“ sowie der Weltmoscheenrat. Der Generalsekretär muss Saudi-Araber sein, zurzeit ist es Muhammad bin Abdul Karim Issa. Deshalb wird auch von einer regierungsgesteuerten Nichtregierungsorganisation (GONGO, Government-operated Non-governmental organization) gesprochen. Nach einer Schätzung hat Saudi-Arabien die Islamische Weltliga seit Mitte der 1970er Jahre mit ca. 90 Milliarden Dollar unterstützt.

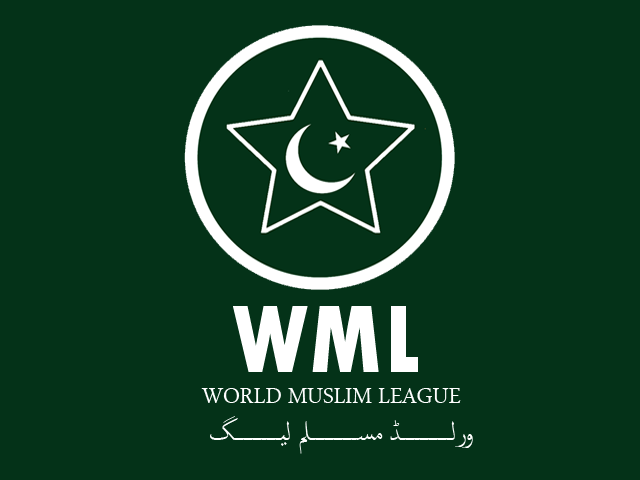
Logo der Islamischen Weltliga

## Geschichte
Die Gründung erfolgte am 18. Mai 1962 auf einer Konferenz in Mekka durch islamische Gelehrte aus 22 Ländern. Die zweite Weltkonferenz, an der 266 Delegierte teilnahmen, fand 1965 ebenfalls in Mekka statt. Den Ambitionen des saudischen Regimes, die Organisation als Instrument seiner Außenpolitik zu verwenden, widersetzte sich der Generalsekretär der Liga, Muhammad Surūr as-Sabbān, der 1967 erklärte, dass seine Organisation niemals missionarische Institutionen unterhalten werde, die unmittelbar dem Saudischen Außenministerium unterstellt sind. Die Liga rekrutierte ihre Missionare anfangs aus den Absolventen der Islamischen Universität Medina. Echte missionarische Aktivitäten entfaltete die Liga aber erst ab 1973/74.
Die Liga wurde in der Zeit des Kalten Krieges (Ost-West-Konflikts) gegründet; als sich damals in der arabischen Welt ein pro-sowjetischer Block formierte, stand sie auf der Seite des Westens.
In den 1970er und 1980er Jahren suchte die Islamische Weltliga immer wieder die Rolle einer Wächterin über den rechten Glauben. So veröffentlichte sie im April 1974 ein Fatwa, wonach die Ahmadiyya aus der islamischen Gemeinschaft auszuschließen sei. Im März 1975 erklärte sie in einem Fatwa den sudanesischen Gelehrten Mahmūd Muhammad Tāhā mit Verweis darauf, dass dieser für sich eine göttliche Botschaft beanspruche, zum Apostaten und forderte die sudanesische Regierung auf, seine Bücher zu konfiszieren und ihren Druck zu verbieten. Von 1979 bis 1982 erörterte und schließlich 1983 verdammte die Weltliga Muammar al-Gaddafis Islambild als Unglauben. Allerdings stimmte die Organisation 1985 im Grundsatz zur al-Azhar-Auffassung von der teilweisen Wiederöffnung des Tors zum Idschtihād zu.
Ab den 1970er Jahren wurden verschiedene Unterorganisationen ins Leben gerufen, so gründete die Liga im September 1975 auf der "Konferenz zur Wiederbelebung der Botschaft der Moschee" (muʾtamar iḥyāʾ risālat al-masǧid) in Mekka den Weltmoscheenrat. 1979 beschloss der Konstitutivrat der Liga, eine neue Struktur zu schaffen, die Daʿwa und humanitäre Hilfe für Flüchtlinge, Kriegsopfer und Notleidende miteinander verbinden sollte. Das Ergebnis war die Internationale Islamische Hilfsorganisation in Mekka. Im März 1988 berief die Liga zusammen mit der Azhar-Universität in Kairo einen Daʿwa-Kongress ein, bei dem der "Internationale Islamische Rat für Daʿwa und Hilfe" (al-maǧlis al-islāmī al-ʿālamī li-d-daʿwa wa-l-iġāṯa) geschaffen wurde.
Nach Grundmann flossen in die internationalen Aktivitäten 48 Milliarden Dollar von 1975 bis 1987 und 70 Milliarden Dollar zwischen 1988 und 2002.
Im April 2018 unterzeichneten der Generalsekretär der Liga und der römisch-katholische Kurienkardinal Jean-Louis Tauran einen Kooperationsvertrag, um den Dialog zwischen Christen und Muslimen voranzutreiben.

## Aktivitäten im subsaharischen Afrika
Schon an der Gründungsversammlung der Islamischen Weltliga nahmen zwei bedeutende Persönlichkeiten des westafrikanischen Islams teil, Ahmadu Bello, Führer der "Gesellschaft des Sieges des Islams" (ǧamāʿat naṣr al-Islām) in Nord-Nigeria, und der Tidschānīya-Scheich Ibrahim Baye Niass. Ahmadu Bello beklagte 1964 in einem Interview, dass der afrikanische Islam in der Organisation unterrepräsentiert sei, und gab seiner Sorge Ausdruck, dass sich die Liga in eine rein arabische Organisation verwandeln könnte. An der Zweiten Konferenz in Mekka 1965 nahmen aber immerhin 78 Delegierte aus Subsahara-Afrika teil. Neben Ahmadu Bello und Ibrahim Niass war der subsaharische Islam bis 1975 durch drei Personen in der Organisation vertreten: Abdelwahhab Doukouré, dem Botschafter Malis in Riyad (1965), Oumar Ahmad Galo aus Niger (1970) und Ahmad Khalifa Koutouku aus Kamerun (1974). Ein erstes Glanzstück der Missionsaktivitäten der Liga in Subsahara-Afrika war 1973 die Konversion von Bernard-Albert Bongo zum Islam. Omar Bongo, wie er sich fortan nannte, unterstützte 1974 auch das Projekt der Eröffnung eines Büros der Liga in Libreville. 1975 und 1977 wurden weitere Büros in Brazzaville bzw. Dakar eröffnet.
Um die Zusammenarbeit mit den lokalen Organisationen in Westafrika besser zu organisieren, berief die Weltliga im Juni 1976 in Nouakchott eine islamisch-afrikanische Konferenz ein, bei der aus 20 Mitgliedern bestehende Afrikanische Rat der Islamischen Koordination geschaffen wurde. 1984 wurden sechs andere afrikanische Persönlichkeiten in die Organisation hinein gewählt. 1978 gründete der Gelehrte Abu Bakar Gumi mit Unterstützung der Weltliga in Nordnigeria seine „Gesellschaft zur Beseitigung der Ketzerei und Aufrichtung der Sunna“ (Ǧamāʿat Izālat al-bidʿa wa-iqāmat as-sunna, Hausa: Yan Izala). In der Zeit von 1973 bis 1985 steigerte sich die Zahl der in Westafrika tätigen Missionare der Weltliga von 49 auf 473.

## Aktivitäten in der Schweiz
Saïda Keller-Messahli, Präsidentin im Schweizer Forum für einen fortschrittlichen Islam, teilte aus Anlass der Verhaftung eines Moschee-Predigers in Winterthur Anfang November 2016 zur Weltliga mit:

„Es gibt in der Schweiz ein ganzes Netzwerk von radikal orientierten Moscheen. Dahinter steckt die Islamische Weltliga, die junge Imame nach ihrem Sinn ausbildet und dann in die Welt hinausschickt. Das sind eigentliche Wanderprediger, die nicht nur in der Schweiz, sondern auch in Österreich, Deutschland, Norwegen oder Dänemark ihr Unwesen treiben. Dieses Netzwerk ist eine Drehscheibe für Salafisten. Die Schweizer Behörden machen den großen Fehler, nicht in die Moscheen hineinzuschauen. Das Bild von den bemitleidenswerten Hinterhof-Moscheen stimmt nicht mehr. Derzeit werden für jeweils mehrere Millionen Franken neue Moscheen erstellt, zuletzt in Volketswil, Netstal und in Wil SG. Dass diese Beträge von Mitgliedern stammen sollen, ist einfach gelogen. Sie kommen von der Islamischen Weltliga und ihren Organisationen beispielsweise in Genf, mit der klaren Absicht, hierzulande salafistisches Gedankengut zu streuen.“

Im Juli 2021 machte Keller-Messahli Front gegen ein in Genf geplantes „Forum für den Dialog der Zivilisationen“ der Islamischen Weltliga – es gehe dem Forum darum, „einen rigoros fundamentalistischen, lebens- und freiheitsfeindlichen Islam zu globalisieren“, so Keller-Messahli. Sie verwies darauf, dass in die Amtszeit des derzeitigen Generalsekretärs der Islamischen Weltliga, Issa, als saudischer Justizminister (2009–15) nicht nur die Verurteilung des saudischen Internet-Aktivisten und politischen Gefangenen Raif Badawis fiel – auch die Zahl der in Saudi-Arabien offiziell registrierten Hinrichtungen habe sich unter Issa von 69 im Jahr 2009 auf 158 im Jahr 2015 mehr als verdoppelt. Viele Politiker, so Keller-Messahli, ließe das unbeeindruckt; sie ließen sich viel lieber „von den Petrodollars blenden“.